# Mons Records
Vous pouvez partager vos connaissances en l’améliorant (comment ?) selon les recommandations des projets correspondants.
Mons Records est un label discographique indépendant allemand de jazz et musique classique, basé à Kaiserslautern.

## Histoire
Le label est fondé en 1991 par Thilo Berg à Trippstadt. Mons Records sort une dizaine de productions par an. La musique de ce label se retrouve sur plusieurs productions cinématographiques dont Double Jeopardy avec Tommy Lee Jones et Ashley Judd, et des émissions de télévision américaines dont American Idol.

## Récompenses
En 2007, l'album Berlin Cookbook du Dietrich Koch est récompensé par le Prix de la Big Band. Bigband est nommé pour la liste trimestrielle du Vierteljahresliste des Preises der Deutschen Schallplattenkritik (prix de la critique allemande du disque). En 2019, l'album Mia Brentano's River of Memories reçoit le Preis der deutschen Schallplattenkritik (Prix de la critique allemande du disque) dans la catégorie Grenzgänge.

## Groupes et artistes
Sur ce label ont été publiés, entre autres les artistes suivant :
- Don Braden
- Mia Brentano
- Deutsche Radio Philharmonie Saarbrücken Kaiserslautern
- Peter Herbolzheimer
- Bert Joris
- Greetje Kauffeld
- Niels Klein
- Metropole Orkest
- Benyamin Nuss
- Ivan Paduart
- Bill Ramsey
- Claudio Roditi
- Swiss Jazz Orchestra
- Clark Terry
- Triosence
- Nils Wogram